# Изтезание
Изтезанието (също измъчване) е действие на умишлено причиняване на тежко физическо или психическо страдание върху индивид като наказание или като начин жертвата да бъде принудена да изпълни някакво желание на мъчителя. Деянията, които несъзнателно причиняват страдание или болка, без конкретно намерение за това, обикновено не се считат за изтезание.
Изтезанието се извършва от индивиди, групи и държави още от древни времена до днес. Формите на изтезание могат значително да се различават по своето времетраене. Причините за изтезаване могат да включват: наказание, отмъщение, изнудване, убеждаване, политическо превъзпитание, разпитване за извличане на информация, принудителни самопризнания, без значение дали са фалшиви, или просто садистично удовлетворение за мъчителя. Освен това, някои форми на изтезание имат за цел да нанасят психологична болка или да оставят възможно най-малко физически травми (доказателства), като в същото време оставят големи психологични травми. Мъчителят може дори да убие жертвата си, а изтезанието да служи като форма на смъртно наказание. В зависимост от целта, мъчението, което е умишлено фатално, може да бъде удължено, за да може жертвата да страда възможно най-дълго. В други случаи, мъчителят може да е безразличен към състоянието на жертвата.
Въпреки че изтезанието е разрешено в някои държави, то е забранено от международното право и муниципалното право в повечето държави. Макар като цяло то да е незаконно и неодобрявано, продължават дискусиите относно това какво точно представлява и какво не. Изтезанието е сериозно нарушение на правата на човека и е обявено за неприемливо (макар и не забранено) в член пети на Всеобщата декларация за правата на човека на ООН. Подписалите Женевските конвенции от 1949 г. и допълнителните им протоколи официално се съгласяват да не изтезават военнопленници. Изтезанието е забранено и на 163-те държави, подписали Конвенцията на ООН против изтезанието.
Националните и международните правни забрани върху изтезанието произлизат от консенсус, че изтезанието и малтретирането са аморални и непрактични, а информацията, получена чрез изтезания, е далеч по-малко надеждна от тази, получена чрез други методи. Въпреки тези открития и международните конвенции, организациите, които мониторират нарушенията на правата на човека (като Амнести Интернешънъл), докладват широкомащабни изтезания, толерирани от страни в много части на света. Според Амнести Интернешънъл, поне 81 правителства по света към днешно време прибягват до изтезание, някои от тях дори открито.